# Ситнова, Ирина Николаевна
}}
Ири́на Никола́евна Ситно́ва (род. 25 июня 1940, Горький, РСФСР, СССР) — советская и российская певица (лирическое сопрано), актриса оперетты, лауреат областной премии им. Народного артиста СССР Л. В. Раскатова, дипломант национального театрального фестиваля «Золотая маска» в сезоне 1998—1999 годов. Народная артистка России (1999).

## Биография
Родилась 25 июня 1940 года, в Горьком (ныне Нижний Новгород), РСФСР, СССР.
Окончила Горьковскую консерваторию им. М. И. Глинки.
- С 1967 по 1971 год работала в музыкальном театре города Арзамас-16 и в Томском театре оперетты.
- С 1971 года по настоящее время — солистка-вокалистка Ивановского музыкального театра. Мастер сцены

В 1996 году работала педагогом Ивановского музыкального училища.
Ирина Ситнова выступает с сольными концертами, на которых исполняет романсы.
Член Союза театральных деятелей.
Замужем, имеет дочь.
Хобби — Фотография. Любит фотографировать природу.

## Роли в театре[4]
- Ивановский областной музыкальный театр:
- Зойка в музыкальной комедии «Пусть гитара играет» О. Фельцмана,
- Настя в «Бабьем бунте», Е. Птичкина,
- Люба в «Сладкой ягоде» Е. Птичкина,
- Мадлен в «Бале в Савойе» П. Абрахама,
- Адель в «Летучей мыши» И. Штрауса,
- Проня в водевиля «Дамских дел мастер» В.Ильина,
- Паулина в музыкальной комедии М. Самойлова «Страсти „святого“ Микаэля»,
- Змеюкина в музыкальном водевиле Е. Птичкина «Свадьба с генералом»,
- Гапуся в «Свадьбе в Малиновке» Б. Александрова,
- Брунгильда в «Голландочке» И. Кальмана,
- Юлиана в «Сильве» И. Кальмана,
- Маркиза де Курси в «Табачном капитане» — Н. Адуева.
- Донна Люция в «Здравствуйте, я ваша тётя!» О. Фельцмана,
- Урсула в «Мадемуазели Нитуш» Ф. Эрве,
- Габи в мюзикле А.Журбина «Рождественский детектив»
- Актриса в музыкально-драматическом шоу «Кастинг, или белый танец для любимой актрисы»

## Награды и премии
- Заслуженная артистка РСФСР (1985 г.)
- Народная артистка Российской Федерации (1999 г.)
- Почётная грамота администрации города Иваново (2001 г.)
- Дипломы комитета по культуре и искусству Ивановской области и Ивановского отделения Союза театральных деятелей РФ лауреата премии имени народного артиста СССР Л. В. Раскатова. (1999 г.,2001 г.)
- Лауреат городской премии "За личный вклад в развитие культуры и искусства города Иванова (2007 г.)
- Благодарственное письмо Губернатора Ивановской области (2010 г.)
- Лауреат премии Ивановского музыкального театра «Виват, Театр!» за театральный сезон 2009—2010 гг.;
- Почётная грамота Союза театральных деятелей РФ (2010 г.)
- Дипломант Пятого Всероссийского театрального фестиваля «Золотая маска». (1999 г.)
- Лауреат трех областных театральных премий имени народного артиста СССР Л. В. Раскатова.
- Лауреат премии администрации г. Иванова «За личный вклад в развитие культуры и искусства города Иванова» — «Триумф-2006»[5].
- Лауреат Российской национальной Премии «Золотая маска». (2024 г.)[6]